# Jimmy Nail
James Michael Aloysius Bradford, in arte Jimmy Nail (Benton, 16 marzo 1954), è un attore, cantante e compositore britannico.
Cominciò a recitare in produzioni televisive a partire dal 1983 ed è famoso soprattutto per l'interpretazione di Leonard "Oz" Osbourne nella serie tv Auf Wiedersehen, Pet, per il suo ruolo di protagonista nella serie tv Spender, e per il brano Ain't No Doubt che nel 1992 raggiunse il Numero 1 in Gran Bretagna.

## Biografia
Nonostante fosse un cantante già affermato ma non avesse esperienze in campo recitativo, la fama di Jimmy Nail aumentò notevolmente nel 1983 grazie all'interpretazione di Leonard Jeffrey 'Oz' Osborne in Auf Wiedersehen, Pet.
Nel 1989 recitò nell'adattamento cinematografico del libro di Roald Dahl Danny, il campione del mondo.
Dopo le prime due serie di Auf Wiedersehen, Pet, dal 1990 al 1993, recitò nella serie poliziesca Spender, da lui scritta in collaborazione con Ian La Frenais. Nel 1994 recitò nella serie tv Crocodile Shoes. Nel 1997 canta Waters of Tyne con Sting nell'album Carnival! per la RCA.
Dopo aver lavorato con Madonna e Antonio Banderas in Evita di Alan Parker (1996), fu co-protagonista nel film Still Crazy (1998). Una sua canzone tratta dal film, The Flame Still Burns, venne nominata per un Golden Globe.
Nel 1999 cominciò a lavorare per la BBC al rilancio della serie Auf Wiedersehen, Pet, che venne messa in onda nel 2002, ed ottenne un notevole successo di pubblico (oltre 12 milioni di telespettatori).
Nel frattempo pubblicò anche diversi album di canzoni proprie, il primo dei quali fu Take It Or Leave It nel 1986. Nel 1991 pubblicò Growing Up in Public, al quale presero parte anche Gary Moore, David Gilmour e George Harrison. Il suo album Crocodile Shoes del 1994 vendette oltre un milione di copie. Nel 1995 fu la volta di Big River. La Title track vede Mark Knopfler alla lead guitar. Del brano esiste anche il videoclip. Nel 1999 uscì il suo ultimo album Tadpoles In A Jar.
Nel 2001 pubblicò una raccolta di cover intitolata Ten Great Songs and an OK Voice, nel quale reinterpretò successi come Walking on the Moon di The Police, Something di George Harrison e Overjoyed di Stevie Wonder.
In carriera ha ricevuto in totale cinque BAFTA nomination, una nomination ai Golden Globe per la canzone contenuta nel film Still Crazy, una Ivor Novello Awards nomination per Ain't No Doubt e numerosi altri riconoscimenti minori.

## Discografia

### Album in studio
- 1986 - Take It Or Leave It
- 1992 - Growing Up in Public
- 1994 - Crocodile Shoes
- 1995 - Big River
- 1996 - Crocodile Shoes II
- 1999 - Tadpoles In A Jar

### Raccolte
- 1997 - The Nail File: The Best of Jimmy Nail
- 2001 - 10 Great Songs And An OK Voice

### Colonne sonore
- 1996 - Evita: Music from the Motion Picture
- 1999 - Still Crazy: Original Soundtrack from the Motion Picture

### Singoli
- 1985 - Love Don't Live Here Anymore
- 1986 - That's The Way Love Is
- 1992 - Ain't No Doubt
- 1992 - Laura
- 1992 - Beautiful
- 1992 - Only Love (Can Bring Us Home)
- 1994 - Crocodile Shoes
- 1994 - Cowboy Dreams
- 1994 - Calling Out Your Name
- 1995 - Big River
- 1995 - Love
- 1996 - Country Boy
- 1999 - Blue Beyond the Grey
- 2001 - Walking on the Moon

## Filmografia

### Cinema
- Morons from Outer Space, regia di Mike Hodges (1985)
- Howling II - L'ululato (Howling II: Stirba - Werewolf Bitch), regia di Philippe Mora (1985)
- Robinson Crusoe - La storia vera (Crusoe), regia di Caleb Deschanel (1989)
- La casa al nº 13 in Horror Street (Dream Demon), regia di Harley Cokeliss (1988)
- Basta chiedere per Diamond (Just Ask for Diamond), regia di Stephen Bayly (1988)
- Evita, regia di Alan Parker (1996)
- Still Crazy, regia di Brian Gibson (1998)
- Swing, regia di Nick Mead (1999)

### Televisione
- Spyship – miniserie TV, episodi 1x1-1x2 (1983)
- Minder – serie TV, episodi 4x5 (1984)
- La padrona del gioco (Master of the Game) – miniserie TV, episodi 1x1 (1984)
- Blott on the Landscape – miniserie TV, episodi 1x5 (1985)
- Wallenberg (Wallenberg: A Hero's Story), regia di Lamont Johnson - film TV (1985)
- Shoot for the Sun, regia di Ian Knox - film TV (1986)
- Lenny Henry Tonite – serie TV, episodi 1x4 (1986)
- Danny il campione del mondo (Danny the Champion of the World), regia di Gavin Millar - film TV (1989)
- Spender – serie TV, 21 episodi (1991-1993)
- Crocodile Shoes – miniserie TV, 7 episodi (1994)
- Crocodile Shoes II – miniserie TV, 6 episodi (1996)
- Il magico regno delle favole (The 10th Kingdom) – miniserie TV, episodi 1x2-1x3-1x10 (2000)
- Sunday for Sammy 2004, regia di Tim Healy - film TV (2004)
- Auf Wiedersehen, Pet – serie TV, 40 episodi (1983-2004)
- Parents of the Band – serie TV, 6 episodi (2008-2009)

## Doppiatori italiani
- Massimo Lodolo in Blott on the landscape